# Araneus svanetiensis
Araneus svanetiensis là một loài nhện trong họ Araneidae.
Loài này thuộc chi Araneus. Araneus svanetiensis được miêu tả năm 1997 bởi Mcheidze.